# Hedana ocellata
Hedana ocellata là một loài nhện trong họ Thomisidae.
Loài này thuộc chi Hedana. Hedana ocellata được Tord Tamerlan Teodor Thorell miêu tả năm 1890.